# A.S. Ramat-Hasharon

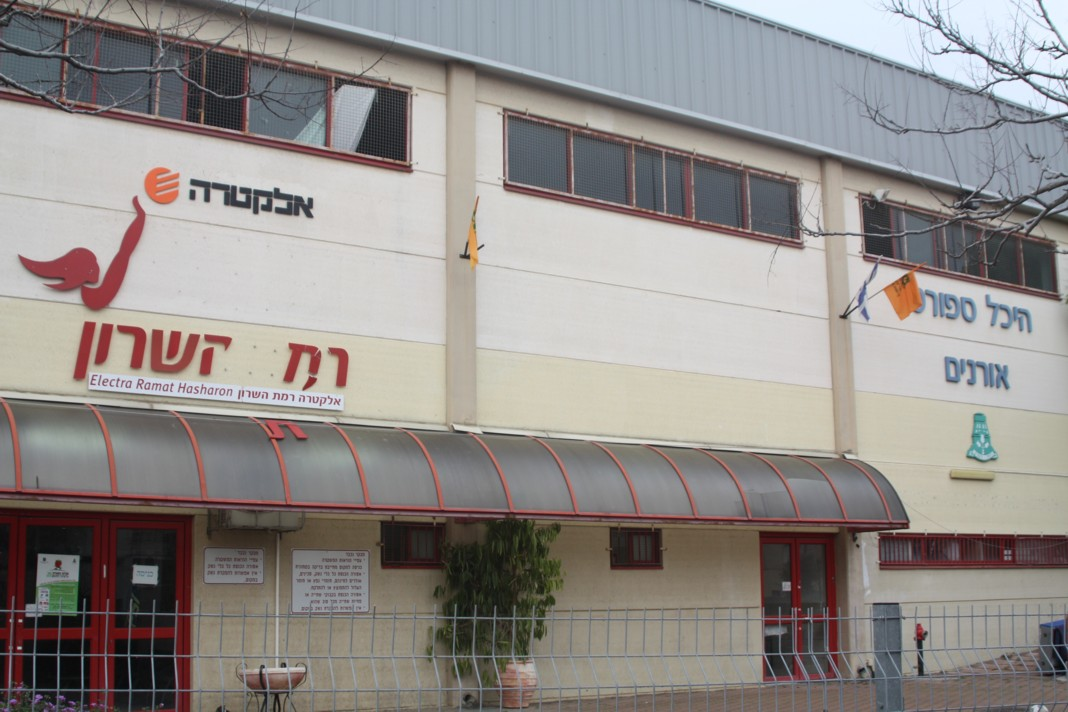
la Oranim Arena

Le Elektra Ramat-Hasharon est un club féminin israélien de basket-ball  évoluant dans la ville de Ramat-Hasharon.

## Palmarès
- Finaliste de la Coupe Ronchetti : 1999
- Champion d'Israël : 2003, 2005
- Vainqueur de la Coupe d'Israël : 2005

## Entraîneurs successifs
- Depuis ? : -

## Joueuses célèbres ou marquantes
- Meirav Dori